# Либш, Герат
Герат Либш, псевдонимы — Герхард Либш, Линдаш (в.-луж. Gerat Libš, Gerhard Liebsch, Lindaš; 24 марта 1935 года, деревня Ветеньца, Германия — 1 августа 2012, Панчицы-Куков, Верхняя Лужица, Германия) — детский серболужицкий поэт, переводчик, филолог-славист и редактор. Лауреат Литературной премии Домовины (1971).

## Биография
Родился в 1935 году в крестьянской серболужицкой семье в деревне Ветеньца. С 1941 года проживал у своего родственника в Небельчицах, где окончил четыре класса начальной школы. С 1946 года обучался в реальной гимназии в городе Ческа-Липа. В 1953 году окончил Серболужицкую высшую школу в Будишине. Будучи студентом, участвовал в деятельности в культурной организации 1-я Серболужицкая культурная бригада. С 1953 по 1957 год изучал славистику в Лейпцигском университете, по окончании которого в течение двух лет работал лектором и с 1959 года — редактор детского журнала «Płomjo». Публиковал свои первые поэтические произведения в этом журнале под псевдонимом Линдаш.
Сотрудничал в композитором Яном Цыжем, который написал музыкальные композиции с его стихотворениями «Z połnej karu» и «Fajeripl Mirosław» (цикл из 15 детских песен).
С 1964 по 1966 год обучался на курсах журналистики. С 1981 года работал лектором и позднее — культурным редактором газеты «Nowa Doba».
В 1990 году вышел на пенсию. Скончался в 2012 году.